# Vydūnas

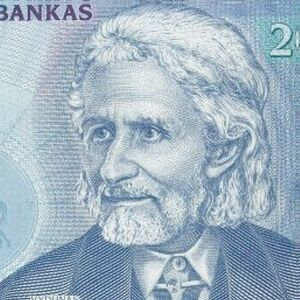
Arcképe a 200 litas bankjegyen

Vydūnas (születési neve: Wilhelm Storost) (Jonaičiai, Šilutė körzete, Porosz Királyság,  1868. március 22. – Detmold, 1953. február 20.) litván pedagógus, költő, író, filozófus, teozófus, publicista.

## Élete
Litván parasztcsaládban született, generációk óta Kis-Litvániában éltek. Tanító édesapjától sajátította el a görög és latin alapjait. Édesanyjától litván népmeséket, népdalokat, népszokásokat hallott. A német nyelv nélkülözhetetlen volt a társadalmi felemelkedéshez. II. Frigyes porosz király még azt kívánta, hogy alattvalói anyanyelvükön  olvassák és értsék a Bibliát. A litván evangélikus lelkipásztoroknak németül és litvánul is kellett tudniuk. 1871-ben a Német Császárság része lett Kis-Litvánia, és az egy nemzet, egy nyelv jelszóval elkezdődött a németesítés.
Storost 1888-ban tanítói képesítést szerzett, és Kintaiban kezdett tanítani. 1892-től húsz éven át volt Tilsitben a német, angol és litván nyelvek valamint a sport tanára. Mivel tüdőbajban szenvedett, foglalkoztatta a test és a lélek harmóniája, az ember fizikai és szellemi egyensúlya. 1900-ban csatlakozott Lipcsében a teozófusok társaságához. 1905-ben Tilsitben alapított teozófiai kört, és szerkesztette a Saltinis teozófiai lapot.
A tanítási szünetekben filozófiát tanult Greifswaldban, Halléban és Lipcsében. 1912-ben nyugdíjazták gyenge egészsége miatt, 1913–19 között vendéghallgatóként Berlinben folytatta tanulmányait. Életrajzában említi, hogy egy ismerős német családhoz mentek, és arra kérte édesanyját, hogy ne beszéljen vele litvánul. Édesanyja fájdalmas döbbenetét, és a német környezetben a litván nyelv miatt érzett szégyenérzetét később feldolgozta, és élete fő céljává tette a litván nyelv és kultúra újjáélesztését és ápolását.
Gyermekkorában kezdett írni, először németül, később szinte kizárólag litvánul. Tilsitben litván kórust vezetett, számos litván dalt és színművet írt az amatőr színház számára. 1932-ben jelent meg a ma már rendkívül nehezen hozzáférhető könyve, a Siebenhundert Jahre deutsch-litauischer Beziehungen (Hétszáz éves német–litván kapcsolatok). A könyv szinte valamennyi példányát elkobozták a nemzetiszocialisták, mert a népek közötti egyetértést terjesztette, és Storost két hónapot börtönben töltött. 
1944-ben a bombázások elől a Königsberg melletti Powarben birtokra költözött, és Paul Gerhard Goertz nagybirtokos gyermekeit tanította. A front közeledtével Detmoldba menekült, ott is folytatta az írást, és litvánra fordította a Bhagavad-gítát.
1953-ban halt meg. Detmoldi honfitársai akkor szereztek tudomást jelentőségéről, amikor Litvániából kutattak utána. 1991-ben teljesült utolsó kívánsága, hogy Bitėnaiban temessék el a litvánok mitikus hegye, a Rambynas közelében.